# Los Angeles Film Critics Association Awards 2023
La 49ª edizione dei Los Angeles Film Critics Association Awards si è tenuta il 10 dicembre 2023.

## Premi

### Miglior film
- La zona d'interesse (The Zone of Interest), regia di Jonathan Glazer
  - 2º classificato: Oppenheimer, regia di Christopher Nolan

### Miglior regista
- Jonathan Glazer – La zona d'interesse (The Zone of Interest)
  - 2º classificato: Yorgos Lanthimos – Povere creature! (Poor Things)

### Miglior performance protagonista
- Sandra Hüller – Anatomia di una caduta (Anatomie d'une chute) e La zona d'interesse (The Zone of Interest)
- Emma Stone – Povere creature! (Poor Things)
  - 2º classificato: Jeffrey Wright – American Fiction
  - 2º classificato: Andrew Scott – Estranei (All of Us Strangers)

### Miglior performance non protagonista
- Rachel McAdams – Ci sei Dio? Sono io, Margaret (Are You There, God? It's Me, Margaret)
- Da'Vine Joy Randolph – The Holdovers - Lezioni di vita (The Holdovers)
  - 2º classificato: Lily Gladstone – Killers of the Flower Moon
  - 2º classificato: Ryan Gosling – Barbie

### Miglior sceneggiatura
- Andrew Haigh – Estranei (All of Us Strangers)
  - 2º classificato: Samy Burch – May December

### Miglior fotografia
- Robbie Ryan – Povere creature! (Poor Things)
  - 2º classificato: Rodrigo Prieto – Killers of the Flower Moon e Barbie

### Miglior scenografia
- Sarah Greenwood – Barbie
  - 2º classificato: Shona Heath e James Price – Povere creature! (Poor Things)

### Miglior montaggio
- Laurent Sénéchal – Anatomia di una caduta (Anatomie d'une chute)
  - 2º classificato: Jonathan Alberts – Estranei (All of Us Strangers)

### Miglior colonna sonora
- Mica Levi – La zona d'interesse (The Zone of Interest)
  - 2º classificato: Mark Ronson e Andrew Wyatt – Barbie

### Miglior film in lingua straniera
- La zona d'interesse (The Zone of Interest), regia di Jonathan Glazer
  - 2º classificato: Tótem - Il mio sole (Tótem), regia di Lila Avilés

### Miglior film d'animazione
- Il ragazzo e l'airone (君たちはどう生きるか), regia di Hayao Miyazaki
  - 2º classificato: Robot Dreams, regia di Pablo Berger

### Miglior documentario
- Menus-Plaisirs - Les Troisgros, regia di Frederick Wiseman
  - 2º classificato: The Eternal Memory, regia di Maite Alberdi

### New Generation Award
- Celine Song – Past Lives

### Miglior film sperimentale/indipendente
- Qīngchūn (青春), regia di Wang Bing

### Career Achievement Award
- Agnieszka Holland